# The Scotsman
The Scotsman é um jornal compacto diário escocês publicado em Edimburgo, no Reino Unido. Foi um folhetim até 16 de agosto de 2004. Sua publicação irmã, o jornal dominical Scotland on Sunday, continua a ser um folhetim. The Scotsman Publications Ltd também emite o Edinburgh Evening News e da série de jornais gratuitos Herald & Post em Edimburgo, Fife, e West Lothian.
Em novembro de 2012, teve uma tiragem de impressão auditada de 28.500, contra 35.949 em 2012 (Jan - média de agosto) e 42.581 em agosto de 2011. O site The Scotsman, o Scotsman.com, incluí uma página de notícias, local de trabalho, local de propriedade, site móvel e outros têm uma média de 119.672 visitantes por dia.